# Bernay (Eure)
Bernay je francouzská obec v departementu Eure v regionu Normandie. V roce 2010 zde žilo 10 449 obyvatel. Je centrem arrondissementu Bernay.

## Vývoj počtu obyvatel
Počet obyvatel 